# Fiskeriinspektion
Fiskeriinspektion er en inspektion af fiskeri. Sådanne inspektioner foretages i dansk regi af Søværnet ved Grønland og Færøerne. Formålet med fiskeriinspektionen er at beskytte havets ressourcer, da disse er grundlaget for Grønlands og Færøernes samfund.

## Inspektionen
Sideløbende med løsningen af de øvrige opgaver udføres kontrolbesøg på fiskerifartøjer. Enten fordi man fra Grønlands Kommandos fiskeriinspektionscenter har anmodet inspektionsenheden om at prioritere en kontrol. Eller blot som et rutinebesøg. I begge tilfælde gennemgår fiskeriofficeren skibspapirerne herunder logbøger og fangstmeldinger. Fiskeriassistenterne optæller lasten og sammen med fiskeriofficeren kontrolleres om der er divergens mellem logbogsført og -optalt fangst. Fiskeriholdet kontrollerer også om fiskeskibets redskaber overholder gældende bestemmelser. Som eksempelvis maskestørrelser i trawlposer og mærkning af krabbetejner.